# Vztahový marketing
Vztahový marketing je proces vytváření, udržování a rozšiřování silných a hodnotných vztahů se zákazníky a dalšími zainteresovanými osobami. Vztahový marketing se zaměřuje na dlouhodobé výsledky s cílem poskytnout zákazníkům dlouhodobé hodnoty a vytvořit vysokou loajalitu zákazníků prostřednictvím budování vztahů na mnoha úrovních ať už ekonomické, společenské, technické nebo právní.
V období globalizace se podniky odklánějí od klasického transakčního marketingu a přiklánějí se více ke vztahovému marketingu (někdy nazývaný jako relační marketing). Jedná se o novou marketingovou strategii, která se začala používat v posledních 20 letech. Tato marketingová strategie je orientovaná na zákazníka.
Zatímco transakční marketing vychází z potřeb podniku a až poté se snaží přiblížit k potřebám zákazníka, u vztahového je to naopak. vztahový marketing je založen především na budování a řízení vztahů se zákazníky. Zahrnuje jak podnik, tak i ostatní účastníky procesu.
Vztahový marketing klade obrovský důraz na udržení zákazníka a poskytování doprovodných služeb. Orientuje se na užitek produktu z dlouhodobého hlediska. Preferuje intenzivní kontakt se zákazníkem s důrazem na vysokou zodpovědnost vůči němu. Kvalita produktů (služeb) je definována z pohledu zákazníka.
Vztahový marketing je zaměřen především na opakované nákupy, a tím i častější kontakt se zákazníkem. Tento typ marketingu se uplatňuje především u produktů dlouhodobé spotřeby (např. auta), popř. střednědobé spotřeby (hlavně u služeb).
Pokud chce podnik řídit vztahy se zákazníky, musí znát odpověď na následující otázky:
1. Kdo je zákazník a na kterém trhu?
2. Jaké jsou potřeby a hodnoty zákazníka?
3. Jakými nástroji a způsoby může podnik zákazníka uspokojit?[2]

## Úrovně vztahů se zákazníky
Základní
Prodejce prodá zákazníkovi výrobek a o nic dalšího už se nestará.
Reaktivní
Prodejce prodá zákazníkovi výrobek a vyzve jej, aby ho kontaktoval v případě výskytu jakýchkoli problémů či nejasností
Odpovědný
Prodejce prodá zákazníkovi výrobek a následně jej kontaktuje s cílem zjistit, zda produkt splňuje jeho očekávání. Cílem prodejce je zjistit s čím zákazník není spokojen a jaké oblasti může společnost vylepšit.
Proaktivní
Společnost zákazníka čas od času kontaktuje s informacemi o nových nebo inovovaných produktech
Partnerský
Společnost se zákazníkem neustále komunikuje a s cílem zjistit, jak může poskytovat ještě lepší hodnotu. Strategie vztahového marketingu závisí především na tom, kolik má společnost zákazníků a jaká je jejich výkonnost. Společnosti s velkým množstvím zákazníků ale malou marží využívají základní marketing.
Hlavní kroky při tvorbě programu vztahového marketingu ve společnosti:
1. Určení klíčových zákazníků, kteří jsou pro vztahový marketing hodnotní
Společnost obvykle zvolí zákazníky, kteří jsou největší nebo nejlepší a označí je za vhodné pro vztahový marketing. K takto vytvořené skupině je poté možné přidávat zákazníky vykazující vysoký růst či prosazující nový vývoj odvětví.
2. Ke každému klíčovému zákazníkovi se přiřadí kvalifikovaný vztahový manažer
Prodejci projdou školením v oblasti vztahového managementu či jsou nahrazeni osobou, která požadované dovednosti má. Vztahový manažer by měl mít takové schopnosti, které zákazníkovi vyhovují.
3. Společnost sestaví popis pracovního místa vztahového manažera
Podnik definuje vztahy, za které bude manažer zodpovídat, staví cíle, odpovědnosti a kritéria hodnocení. Vztahový manažer by měl mít na starosti omezené množství klientů a rovněž by měl být ústřední osob ve všech jednáních s klientem.
4. Vztahový manažer by měl být tvůrcem ročních a dlouhodobých plánů pro vztahy se zákazníky
Prostřednictvím plánů by měly být stanoveny cíle, strategie, činnosti a také zdroje.
5. Společnost by měla určit manažera, který bude na vztahové manažery dohlížet
Manažer vytvoří přesné popisy pracovního místa, stanoví kritéria hodnocení a zdroje, jež budou zvyšovat efektivitu vztahových manažerů.

## Transakční marketing
Transakční marketing je charakteristický tím, že do popředí se dostává nabízený produkt a stává se v podstatě hlavní oblastí zájmu výrobců. V rámci transakčního marketingu tedy výrobci spíše než vhodný produkt pro zákazníky hledají vhodné zákazníky pro svůj produkt. Z této myšlenky také vychází, podle některých autorů již částečně překonané, nicméně stále aktuální, klasické pojetí marketingu, jehož základem je marketingový mix 4P (Product, Price, Place, Promotion). Jádrem marketingového mixu 4P je spíše než cílový zákazník právě nabízený produkt a hlavní důraz je kladen na jeho základní vlastnosti.
Charakteristické znaky transakčního marketingu:
- orientace na jednorázový prodej a na vlastnosti produktu,
- přímý styk se zákazníkem je omezený,
- kladen malý důraz na doprovodné služby,
- omezená odpovědnost vůči zákazníkovi,
- diskontinuita kontaktů se zákazníky,
- malá snaha plně uspokojit očekávání zákazníka,
- kvalita produktů či služeb je definovaná z pohledu podniku.[2]

Tradiční transakčně orientovaný prodej může být úspěšný při krátkodobých jednorázových epizodách, kdy zpravidla bývá jedna strana vítězem a druhá poraženým. V důsledku toho ovšem obvykle nedojde k vytvoření recipročně prospěšných vztahů, které jsou podmínkou věrnosti a loajality mezi zákazníkem a dodavatelem.

## Relační marketing
Moderní marketing klade značný důraz na vztah mezi dodavatelem a zákazníkem, čímž se v podstatě ideově vrací k původní koncepci obchodování drobných řemeslníků. Mluvíme o takzvaném vztahovém, neboli relačním marketingu, který bychom mohli označit za protipól transakčního marketingu (3).
Charakteristické znaky relačního marketingu:
- orientace na opakovaný prodej a na užitek z produktu,
- přímý styk se zákazníkem je častý,
- velký důraz na doprovodné služby,
- vysoká odpovědnost vůči zákazníkovi,
- kontinuální kontakt, dialog se zákazníkem,
- vysoká snaha naplnit očekávání zákazníka,
- kvalita produktů či služeb je definovaná z pohledu zákazníka[2]

Relační marketing je na rozdíl od transakčně orientovaného marketingu založen na dlouhodobých vztazích a oboustranně výhodném partnerství mezi dodavatelem a zákazníkem. Výsledky prodejních aktivit dle tohoto přístupu tedy nejsou pouze funkcí objemů uzavřených obchodů, ale také pevnosti vazeb a partnerství s jednotlivými zákazníky. Podle Kotlera by ovšem relační marketing neměl být zúžen pouze na vztahy se zákazníky, ale podnik by se měl soustavně zabývat také řízením vztahů s ostatními zainteresovanými partnery (Partner Relationship Management). Z pohledu marketingu můžeme obchodní partnery rozlišit na čtyři základní složky, kterými jsou zákazníci, zaměstnanci, marketingoví partneři (kanály, distributoři, dodavatelé, dealeři, agentury) a finančně zainteresovaná složka (akcionáři, investoři). Výsledkem vztahového marketingu by tedy mělo být v prvé řadě vytvoření trvalých, oboustranně výhodných vazeb a spojení mezi společností a ostatními zainteresovanými skupinami. Tyto vazby a spojení pak dohromady tvoří jedinečný celek – marketingovou síť. Ve stále se zvyšující míře konkurence na trhu pak vyhraje ta společnost, které se podaří vybudovat lepší marketingovou síť.

## Vývoj
Vztahový marketing byl vyvinut z přímých marketingových kampaní, které kladly větší důraz na udržení zákazníků a spokojenost nežli na
prodejní transakci. Vztahový marketing se liší od ostatních forem marketingu tím, že uznává dlouhodobé hodnoty vztahů se zákazníky a rozšiřuje komunikaci s nimi.
Vztahový marketing se rozvíjí s rozšiřováním internetové sítě a s přibýváním mobilních aplikací. S růstem a rozvojem technologie se upevňuje komunikace přes sociální sítě.

## Historie
Trochu překvapivě může znít skutečnost, že dnešní CRM systémy zčásti vycházejí z principů využívaných ještě před vznikem marketingu samotného. Konkrétně hovoříme o době před průmyslovou revolucí, kdy byly výrobky produkovány a prodávány drobnými řemeslníky a živnostníky, kteří nejenže ovládali celý proces výroby, ale zejména přicházeli do bezprostředního styku se svými zákazníky. Tento fakt jim umožnil velice podrobně poznat způsob, jakým zákazníci produkt používali a požadavky, které od produktu očekávali. Všechny takto načerpané znalosti potom pečlivě ukládali v paměti a používali je při výrobě svých produktů. Osobní kontakt přispěl k budování oboustranných vztahů mezi prodejcem a zákazníkem. S malou nadsázkou lze prohlásit, že právě v tomto období, kdy osobní přístup a výrobky takříkajíc „na míru“ byly standardní záležitostí a kdy perfektní znalost zákazníka a obzvláště dobré vztahy s ním byly jedním ze zásadních faktorů úspěchu, nebo neúspěchu jednotlivých živnostníků, je možné pátrat po prapočátcích vzniku současných CRM systémů. Samozřejmě však ještě není možné mluvit o řízení vztahu se zákazníky v pravém slova smyslu. Situace se však značně změnila na konci 19. století s příchodem sériové výroby. Tuhle transformaci v přístupu k zákazníkům v době průmyslové revoluce a skutečný vznik marketingu jako prvku obchodní politiky podniku výstižně líčí J. Lehtinen a K. Strobacka, kteří přecházení od individuální výroby k hromadné vyjadřují takto:
„Řemeslničtí mistři byly nadále potřební, nyní však spíše pro vedení a řídící práce. Dělník už vůbec nepřišel do kontaktu se zákazníkem, natož aby věděl, co zákazník potřebuje. I přes svoji efektivitu vyústila masová výroba do problémů. Přirozená poptávka už nestačila a výrobky bylo třeba distribuovat v širším měřítku. Tak se zrodil marketing“.
Zvlášť tato idea je velice významná pro porozumění problematiky CRM v širších souvislostech. Postihuje totiž změnu myšlení tehdejších podnikatelů. Ti se, spíše než na uspokojování jednotlivých požadavků zákazníků, začali větší měrou soustředit na svůj výrobek a postup jak zabezpečit jeho prodej. Zjednodušeně řečeno, namísto toho, aby se snažili porozumět v prvé řadě potřebám zákazníků a poté vyrobit výrobek příslušný těmto potřebám, začali se obchodníci především soustřeďovat na vyvíjení výrobku a posléze pro něj vyhledávali uplatnění na trhu, což směřovalo k rozvoji distribuce a budování distribučních kanálů, čímž výrobci přišli o přímý kontakt se svými zákazníky. Významné informace pak přicházely jako výsledky různých výzkumných metod nebo prostřednictvím zprostředkovatelů.
V dřívější době znali potřeby svých zákazníků jen drobní řemeslníci, kteří pro ně vyráběli na zakázku. Ostatní podniky vycházely nejprve z potřeb podniku a teprve potom řešily potřeby zákazníků. Tento způsob marketingu se nazýval transakční marketing, ve kterém každý obchodní případ končil transakcí. To končí samozřejmě i v současné době, kdy už hovoříme o uplatňování vztahového marketingu, jenže v tomto přístupu je kladen velký důraz na budování vztahu se zákazníkem a vycházení z jeho potřeb.
Transakční marketing se začal potýkat s problémy s postupující globalizací. Období globalizace je charakterizováno hyperkonkurencí, kdy nabídka mnohonásobně převyšuje poptávku. Střední a malé podniky se dokáží obvykle pohybovat v hyperkonkurence pružněji než velké podniky.
V 80. letech se podniky začaly částečně odvracet od transakčního marketingu, dochází také k odklonu části zákazníků od koncentrovaných a stále více neosobních služeb k menším a specializovaným prodejcům. Postupně se začal uplatňovat vztahový (relační) marketing, který kladl důraz na řízení vztahů se zákazníky.
Vztahový marketing se začal rozvíjet až po osvojení informačních a komunikačních technologiích. Díky těmto technologiím se mohou vést různé databáze potřeb a požadavků zákazníků, ale i zlepšila se komunikace a informovanost podniků se zákazníky.
V současné době existují vedle sebe oba marketingové přístupy, jak transakční tak i vztahový. Vztahový je orientován na zákazníka, jeho potřeby a poskytuje doprovodné služby, a transakční přístup je obsažen v poslední částí obchodu a to, že každý obchod je zakončen transakcí. Lze tedy říci, že se v současné době vyskytují oba marketingové přístupy.

## Fáze vztahu se zákazníky
Navázaní vztahu
V tomto období je zahrnut čas, kdy se sjednávají dohody a podepisují smlouvy se zákazníkem. Tyto dohody vznikají často neformálně, příkladem může být, když vrátný v restauraci zákazníka pozdraví pokynutím hlavy. Při započetí tohoto vztahu zákazník prodává svoji svobodu a na oplátku dostává možnost kontroly a také jistotu. Ve zrodu vztahu se zákazníkem hraje důležitou roli především výměna informací a emocí. Zda společnost získá zákazníka, závisí na tom, jestli si získá svoje místo v zákazníkově srdci a mysli.
Alfou a omegou získání zákazníka jsou reklamní kampaně. Kampaně jsou často prováděny masově v domnění, že jediný efektivní způsob komunikace je komunikovat s velkým počtem zákazníků. Podle výzkumu je průměrný spotřebitel týdně vystaven 3 600 reklamních sdělení, a jelikož tolik informací nemůže nikdo strávit, musí je spotřebitelé filtrovat. Častým příkladem jsou nápisy na poštovních schránkách „Nevhazujte reklamní materiály!“.  Společnosti musí mít proto dostatečné množství informací o zákazníkovi, aby mohly analyzovat tzv. přechodná období, kdy vznikají nové vztahy (př. narození dítěte, svatba, rozvod, změna zaměstnání apod.).
Rozvíjení vztahu
V této fázi obvykle dochází k výraznému růstu hodnoty vztahu. Poté, co je vztah navázán, společnost začne pracovat na zvyšování hodnoty vztahu. Zpravidla platí, že dlouhodobé vztahy jsou hodnotnější než ty krátkodobé. Společnosti došly k názoru, že nejdůležitějším faktorem, který ovlivňuje pevnost vztahu je zákazníkova spokojenost.
Zákazníci mění svoje návyky buď kvůli ceně, nebo protože chtějí změnu ve svém životě. Hlavním názorem ovšem je, že spokojení zákazníci jsou ochotni si zaplatit klidně vyšší cenu, aby získali výrobky či služby, na které jsou zvyklí a jsou s nimi spokojeni. Najdou se ovšem třeba i zákazníci, kteří se spokojí s restaurací nižší kvality, jelikož je pro ně nižší cena důležitější než nižší kvalita. Spokojenost zákazníka tedy závisí na tom, jakou hodnotu pro sebe vnímá.
Ukončení vztahu
Každý vztah se zákazníkem jednou skončí. Často se lidé domnívají, že ukončení je rychlejší proces než proces navázání. To ale není pravda. Všechny společnosti by si měly uvědomovat hodnotu zákazníka, pokud s ním vztah ukončují. Vztah může být ukončen změnou buď na straně zákazníka či společnosti. Zákazník se může stát náročnějším a má větší zkušenosti, které získá z různých druhů vztahů. U společnosti může dojít ke změně v personálu, sortimentu apod. V takové situaci zájem o vztah klesá.
Společnosti mohou být předem upozorněny o úmyslu vztah ukončit. Může se jednat o méně časté nákupy, omezení kontaktu či přímé pohrůžky od zákazníka. Varovným signálem může být také vyšší počet stížností. Banky například uvádějí, že k ukončení vztahu u nich dochází v momentu, kdy zákazníci splatí hypotéku. Tak či onak, vztah by neměl skončit nedobrými pocity pro kteroukoliv stranu. Je vhodné si nechat pootevřená dvířka, pokud by zákazník změnil názor a s jinou společností měl špatnou zkušenost. Při analýze končícího vztahu je důležité odhadnout způsobenou ztrátu. Ztracený vztah totiž může zanechat následek v podobě negativní reference, ztrátě image či negativní ekonomické hodnoty. Na druhé straně se musí brát v potaz i náklady na získání nového zákazníka. Ztracený vztah tedy může být nahrazen jiným, ale vyžaduje investici.

## Řízení vztahů se zákazníky v globálním tržním prostředí
Trendem současného desetiletí je silný rozvoj informačních společností umožněný výrazným rozmachem informačních a komunikačních technologií. Rychlý rozvoj a globální charakter infrastruktury umožnil a značně urychlil proces ekonomické globalizace. Jejím úkolem by měla být nejen potřeba získávat obrovské množství informací, ale především tyto informace zpracovat a využít je jako konkurenční výhodu. Klíčovým faktorem úspěchu, a to nejen na poli globální ekonomiky, je efektivní péče o zákazníky a vytváření a udržování dlouhodobých blízkých vazeb nejen s klienty, ale i s dodavateli a partnery.
Pro ekonomické vztahy dodavatelů a odběratelů můžeme konstatovat, že:
- Všechny podnikatelské subjekty mají možnost relativně levně oslovit obrovské množství zákazníků na globálním trhu.
- Je potřeba o všechny oslovené zákazníky efektivně pečovat. Prodat výrobek nebo službu na jiný kontinent není tak obtížné jako zajistit na jiném kontinentu potřebnou uživatelskou podporu a servis.
- Spotřebitelé naopak získávají širší výběr v nabídce výrobků a služeb.
- Obrovský informační tlak ze strany potenciálních dodavatelů.
- Nesnadnost orientace zákazníků v široké nabídce globálního trhu.

Na globálním trhu se do výhody dostávají velké nadnárodní korporace, protože mohou:
- Využívat lokálních výhod v jednotlivých národních státech.
- Zajistit globální zákaznickou podporu a servis, mohou globálně pečovat o zákazníky.
- Zajistit pro zákazníky globální informační a marketingové kampaně, s přihlédnutím na požadavky konkrétních krajů a skupin zákazníků.

Celosvětový trh řízení vztahů se zákazníky vykazuje v současnosti následující vlastnosti:
- Prostor pro bouřlivý rozvoj aplikací věnující se vztahovému marketingu.
- Systémy řízení vztahů se zákazníky se již staly globální záležitostí.
- Řízení vztahů se zákazníky se stává nezbytnou podmínkou pro většinu odvětví podnikání.

Chce-li firma v globálním prostředí uspět, musí se zamýšlet nad všemi, byť i okrajovými důsledky svých aktivit. Vypracování zobecněné metodiky pro úspěšné zavedení celkové koncepce řízení vztahů se zákazníky a potřebných informačních nástrojů ve firmě by mělo představovat bezpodmínečně nutnou podmínku existence firem. Jejich koncepční řízení vztahů se zákazníky by mělo nadále přijmout také zásady, které můžeme shrnout a označit jako marketing pro trvale udržitelný rozvoj, jehož otázky představují palčivý problém moderní doby.